# Deinopis bituberculata
Deinopis bituberculata är en spindelart som beskrevs av Pelegrín Franganillo Balboa 1930. 
'Deinopis bituberculata ingår i släktet Deinopis och familjen Deinopidae. Artens utbredningsområde är Kuba. Inga underarter finns listade i Catalogue of Life.